# 九龍巴士N269線
九龍巴士N269線是香港一條來往天水圍（天慈邨）及美孚的通宵巴士路線，提供元朗區來往荃灣、葵涌及美孚的通宵巴士服務。
渣打馬拉松特別巴士路線R269，由九巴營辦，於渣打香港馬拉松舉行當日凌晨由天水圍（天慈邨）單向前往尖沙咀東（麼地道），途經元朗區的走線及分站與N269線大致相同，惟不經凹頭。

## 歷史
- 1999年3月28日：為方便深宵來往新界西北至荃灣、葵涌的乘客，本線投入服務。[6]
- 2002年4月28日：為方便天水圍北市民，本線繞經天秀路。[7][8]
- 2003年6月16日：本線改經濕地公園路，把服務範圍擴展至整個天水圍新市鎮。[9][10]
- 2009年8月30日：為舒緩專線小巴79S於元朗市中心往天水圍的壓力，增設由博愛交匯處往天慈之分段收費，令到深宵由元朗市中心返回天水圍的居民有另一較便宜的選擇。
- 2015年6月27日：增設到站時間預報。[11]
- 2018年1月21日：R269線配合渣打馬拉松2018而投入服務。[12][13]
- 2018年11月12日：來回程繞經凹頭並增設中途站。[14]
  - 往美孚方向，於博愛交匯處後，改經青山公路 – 元朗段、凹頭交匯處及錦田公路，然後返回青朗公路及原有路線，並增設「東成里」、「凹頭」、「下高埔村」及「高埔村」站。
  - 往天慈方向，於青朗公路後，改經錦田公路及青山公路 – 元朗段，然後返回博愛交匯處及原有路線，並新增「高埔村」、「下高埔村」、「凹頭」、「東成里」及「楊屋村」站。
- 2022年5月14日：往天慈方向增設天葵路「慧景軒」站。[15]

## 服務時間（詳細班次）
N269
| 每日天水圍（天慈邨）開 | 每日天水圍（天慈邨）開 | 每日天水圍（天慈邨）開 | 每日天水圍（天慈邨）開 | 每日天水圍（天慈邨）開 |
| ---------------------- | ---------------------- | ---------------------- | ---------------------- | ---------------------- |
| 00:00                  | 00:25                  | 00:50                  | 01:15                  | 01:40                  |
| 02:05                  | 02:30                  | 02:55                  | 03:20                  | 03:40                  |
| 04:00                  | 04:20                  | 04:40                  | 05:00                  |                        |
| 每日美孚開             |                        |                        |                        |                        |
| 00:50                  | 01:10                  | 01:30                  | 01:50                  | 02:15                  |
| 02:40                  | 03:05                  | 03:30                  | 03:55                  | 04:20                  |
| 04:45                  | 05:10                  | 05:35                  | 06:00                  |                        |

R269
- 渣打香港馬拉松舉行當日
  - 天水圍（天慈邨）開出：03:35

## 收費
N269
全程：$14.3
- 過博愛交匯處後往天水圍（天慈邨） $7.5

| - 本線設有12歲以下小童及65歲或以上長者半價優惠。 - 65歲或以上香港居民使用「樂悠咭」，以及12歲以下合資格殘疾兒童使用「殘疾人士身份」個人八達通繳付車資，均可享有每程$2.0或半價（以較低者為準）的票價優惠；12至64歲合資格殘疾人士使用「殘疾人士身份」個人八達通（包括「樂悠咭」），以及60至64歲香港居民使用「樂悠咭」繳付車資，均可享有每程$2.0或全費（以較低者為準）的票價優惠。 - 65歲或以上長者如使用長者或一般個人八達通繳付車資，則只可享有半價優惠；12至64歲合資格殘疾人士如不使用「殘疾人士身份」個人八達通，以及60至64歲人士如不使用「樂悠咭」繳付車資，必須繳付全費。 - 乘客可以現金或八達通於上車時付款，不設找續。 - 每位成人乘客可免費攜帶最多兩名4歲以下而不佔座位的兒童乘客乘車，超額之4歲以下小童必須繳付小童車費乘車。 - 持有「九巴月票」之乘客在車票有效期內，每日可享最多10程任何九龍巴士及龍運巴士路線（包括本路線，以及聯營路線的九龍巴士／龍運巴士提供的班次；惟乘搭機場「A」及「NA」線則可享原價二七折優惠（不會計算每天10次合資格車程））；而B1線則每日可享最多各2程（不會計算每天10次合資格車程）。 - 九龍巴士、城巴、龍運巴士及陽光巴士全職員工及家屬（不包括外判職員）可免費乘搭本路線，惟必須拍職員或職員家屬八達通。 - 乘客亦可透過多元化電子支付系統（e度嘟）繳付車資，包括使用非接觸式VISA卡、JCB卡、萬事達卡、銀聯卡、美國運通、大來國際、Discover Card、Apple Pay、Google Pay、Samsung Pay、AlipayHK「易乘碼」、支付寶、WeChatHK／微信支付「搭車碼」、銀聯雲閃付「乘車碼」及BOC Pay「乘車碼」。乘客使用此付款方式，使用此支付方式的乘客可享有中途下車之分段收費，以及與其他九巴／龍運獨營路線或聯營線九巴／龍運班次之轉乘優惠，惟不適用於與非九巴／龍運路線之轉乘優惠，亦不能享有「公共交通費用補貼計劃」及「長者及合資格殘疾人士公共交通票價優惠計劃」。 |

R269
全程：$28.4

### 轉乘優惠
乘客登上本線後150分鐘內轉乘以下路線，或從以下路線登車後150分鐘內以同一張八達通卡轉乘本線，可獲車資折扣優惠：
N269←→N237，於美孚轉乘，總車資為$19.4
- N269往美孚 → N237往葵盛
- N237往美孚 → N269往天慈

N269←→N368，於大欖隧道轉乘
- N269往美孚 → N368往中環，次程補車資$22.7
- N368往元朗 → N269往天慈，次程車資全免

## 行車路線
N269

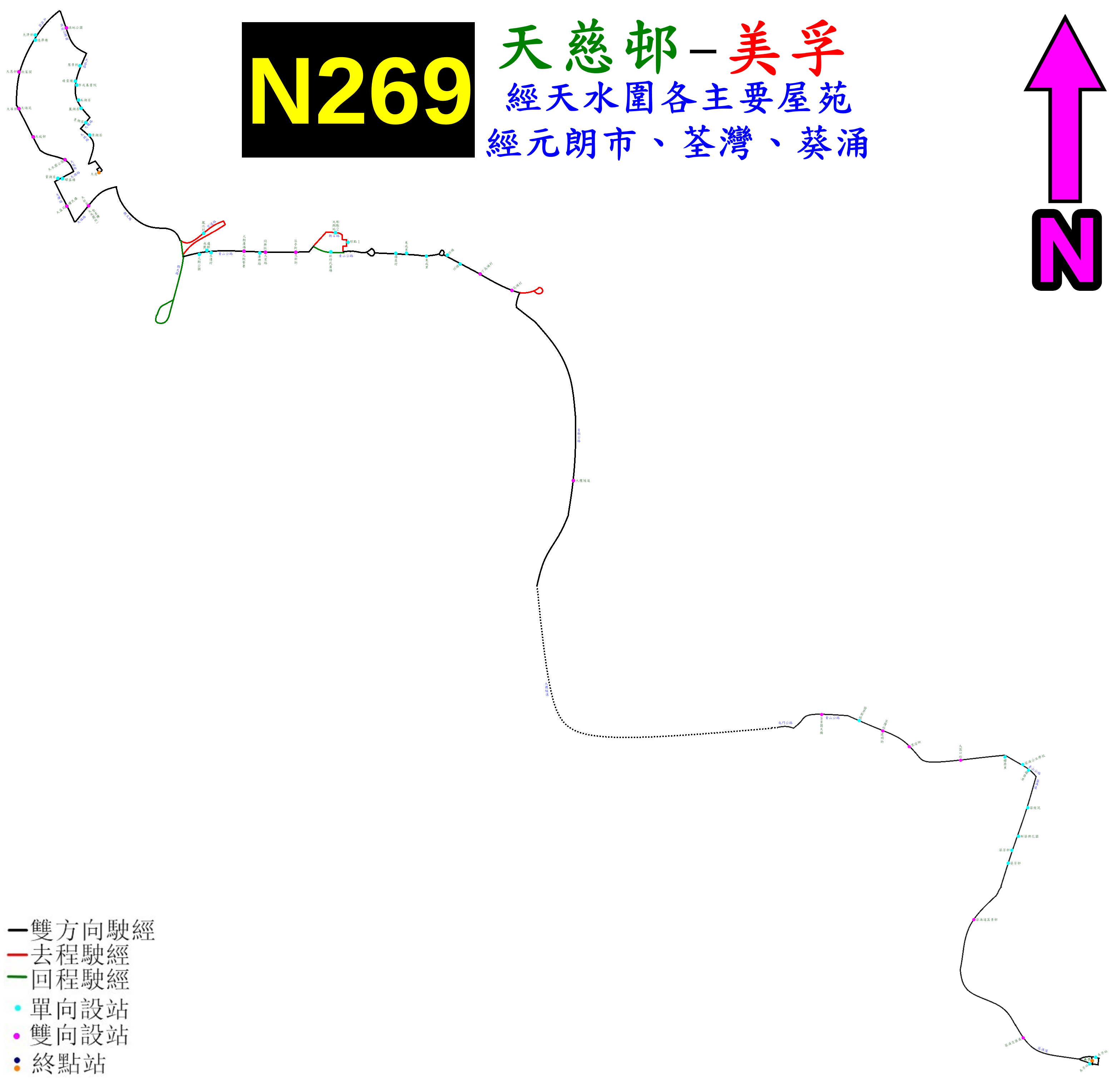
從此線的走線圖可見本線在元朗區的走線較為迂迴

天水圍（天慈邨）開經：天喜街、天柏路、天城路、天龍路、天葵路、濕地公園路、天瑞路、天湖路、天耀路、天福路、朗天路、水邊圍交匯處、宏達路、媽橫路、青山公路（屏山段、元朗段）、朗日路、形點交通交匯處、朗日路、青山公路－元朗段、錦田公路（東行）、迴旋處、錦田公路（西行）、青朗公路（大欖隧道）、屯門公路、青山公路（荃灣段、葵涌段）、昌榮路迴旋處、葵涌道、長沙灣道及荔枝角道。
美孚開經：長沙灣道、荔枝角道、葵涌道、青山公路（葵涌段、荃灣段）、屯門公路、青朗公路（大欖隧道）、錦田公路、青山公路（元朗段、屏山段）、朗天路、唐人新村交匯處、朗天路、天福路、天耀路、天湖路、天瑞路、濕地公園路、天葵路、天龍路、天城路、天柏路及天喜街。
N269線具體停站請參考資訊框。
R269
經：天喜街、天柏路、天城路、天龍路、天葵路、濕地公園路、天瑞路、天湖路、天耀路、天福路、朗天路、水邊圍交匯處、宏達路、媽橫路、青山公路（屏山段、元朗段）、朗日路、形點交通交匯處、朗日路、青山公路－元朗段、博愛交匯處、元朗公路、青朗公路、屯門公路、荃灣路、葵涌道、荔枝角道、西九龍走廊、渡船街、加士居道、漆咸道南、康莊道、順風道、安運道、暢運道、漆咸道南及梳士巴利道
R269線具體停站請參考資訊框。